# Modinos v. Cyprus
Modinos v. Cyprus (EHRM 22 april 1993, nr. 15070/89) is de roepnaam van een op 22 april 1993 door het Europees Hof voor de Rechten van de Mens (EHRM) gewezen arrest, dat ziet op strafbaarstelling van homoseksualiteit tussen instemmende mannen in Cyprus. De rechtszaak was aangespannen door homorechtenactivist Alecos Modinos tegen de regering van Cyprus en viel uit in het voordeel van Modinos. Ondanks de uitspraak werd homoseksualiteit pas op 21 mei 1998 gedecriminaliseerd.
De zaak Modinos v. Cyprus vertoont grote gelijkenissen met de zaak Dudgeon v. Verenigd Koninkrijk uit 1981 en Norris v. Ierland uit 1988, waarin werd geoordeeld dat de wetten in Noord-Ierland en Ierland die homoseksualiteit tussen instemmende mannen verbieden in strijd zijn met artikel 8 van het Europees Verdrag voor de Rechten van de Mens.

## Achtergrond
De procedure werd aangespannen door Alecos Modinos die een relatie had met een andere volwassen man. Ook was hij de president van de Vrijheidsbeweging van Homoseksuelen in Cyprus. Hij stelde dat hij leed onder de angst om gearresteerd en veroordeeld te worden onder diverse wetten die homoseksualiteit tussen instemmende mannen criminaliseerden. De wetten in kwestie waren sectie 171, 172 en 173 van het Wetboek van Strafrecht van Cyprus.
Modinos diende zijn verzoek bij het EHRM in op 22 mei 1989. Dit verzoek werd ontvankelijk verklaard op 6 december 1990.

## Samenstelling van de kamer
Het arrest werd op 22 april 1993 gewezen door een kamer van negen rechters die als volgt was samengesteld:
- Rolv Ryssdal (president)
- Franz Matscher
- Rudolf Bernhardt
- Alphonse Spielmann
- Isi Foighel
- Federico Bigi
- John Freeland
- András Baka
- Georgios Pikis (ad hoc-rechter) - niet instemmend

De griffier was Marc-André Eissen en de ondergriffier was Herbert Petzold.

## Arrest
Op 22 april 1993 werd geoordeeld dat de wetgeving die homoseksualiteit tussen instemmende mannen verbiedt inbreuk maakt op hun privéleven en daardoor onwettig is. In de zaak Modinos v. Cyprus oordeelde een meerderheid van acht rechters tegen één, dat er sprake is van een overtreding van artikel 8 (Recht op eerbiediging van privé, familie- en gezinsleven) van het Europees Verdrag voor de Rechten van de Mens. Ze kwamen tot dit oordeel omdat de wetgeving een schadelijk effect heeft op mensen met een homoseksuele geaardheid, zoals Alecos Modinos. Zijn zaak is daarom door een meerderheid van het EHRM als identiek verklaard met de situatie waarin homorechtenactivist Jeffrey Dudgeon verkeerde in Noord-Ierland en David Norris in Ierland.

## Gevolgen van het arrest
De wetgeving die homoseksualiteit tussen instemmende mannen verbood werd pas geamendeerd op 21 mei 1998, ruim vijf jaar na dato. De vertraging in het naleven van de uitspraak is het resultaat van druk die werd uitgeoefend door oosters-orthodoxe organisaties en kerkleiders.